# Michał Pacholski
Michał Tomasz Pacholski (ur. 31 października 1985 w Łęczycy) – polski geodeta, poseł na Sejm VII kadencji.

## Życiorys
Ukończył studia magisterskie z zakresu geodezji w Wyższej Szkole Gospodarki Krajowej w Kutnie. Pracował kilka lat jako urzędnik administracji samorządowej, następnie został inżynierem w prywatnym przedsiębiorstwie. W wyborach samorządowych w 2010 bez powodzenia kandydował do rady Łęczycy z ramienia lokalnego komitetu. Przystąpił następnie do Ruchu Palikota. W wyborach parlamentarnych w 2011 kandydował z 1. miejsca na liście tej partii w okręgu sieradzkim i uzyskał mandat poselski, otrzymując 12 918 głosów. W październiku 2013, w wyniku przekształcenia Ruchu Palikota, został działaczem partii Twój Ruch. Bezskutecznie kandydował wyborach do Parlamentu Europejskiego w 2014. 26 września tego samego roku wraz z grupą posłów opuścił TR. Tydzień później współtworzył koło poselskie Bezpieczeństwo i Gospodarka. 18 grudnia tego samego roku wraz z grupą posłów tego koła przeszedł do klubu Polskiego Stronnictwa Ludowego. Został potem także członkiem tej partii. W wyborach w 2015 nie uzyskał poselskiej reelekcji. W wyborach samorządowych w 2018 bezskutecznie kandydował do sejmiku województwa łódzkiego. W 2019 ponownie wystartował z ramienia ludowców do Sejmu.